# Кафеде
Кафеде (порт. Cafede; МФА: [kɐ.ˈfe.dɨ]) — парафія в Португалії, у муніципалітеті Каштелу-Бранку. Розташована в східній частині країни, на теренах історичної португальської провінції Бейра. Входить до складу округу Каштелу-Бранку. За адміністративним поділом, чинним до 1976 року, терени парафії були складовою провінції Нижня Бейра. Належить до Порталегрівсько-Каштелу-Бранківської діоцезії Католицької церкви. Патрон — святий Антоній. Площа — 15,5060 км². Населення — 263 ос. (2011). Слабо урбанізований регіон. Густота населення — 16,96 осіб/км²
. Код — 050204.

## Населення
| Кількість мешканців | Кількість мешканців | Кількість мешканців | Кількість мешканців | Кількість мешканців | Кількість мешканців | Кількість мешканців | Кількість мешканців | Кількість мешканців | Кількість мешканців | Кількість мешканців | Кількість мешканців | Кількість мешканців | Кількість мешканців | Кількість мешканців |
| ------------------- | ------------------- | ------------------- | ------------------- | ------------------- | ------------------- | ------------------- | ------------------- | ------------------- | ------------------- | ------------------- | ------------------- | ------------------- | ------------------- | ------------------- |
| 1864                | 1878                | 1890                | 1900                | 1911                | 1920                | 1930                | 1940                | 1950                | 1960                | 1970                | 1981                | 1991                | 2001                | 2011                |
|                     | 226                 | 256                 | 282                 | 354                 | 417                 | 504                 | 622                 | 592                 | 517                 | 391                 | 376                 | 365                 | 289                 | 263                 |